# Валашке Мезиржичи
Валашке Мезиржичи или у свакодневном говору скраћено Валмез (чеш. Valašské Meziříčí) су град у Чешкој Републици, у оквиру историјске покрајине Моравске. Валашке Мезиржичи су четврти по величини град управне јединице Злински крај, у оквиру којег је припада округу Всетин.

## Географија
Град Валашке Мезиржичи се налази у источном делу Чешке републике. Град је удаљен од 330 км југоисточно од главног града Прага, а од првог већег града, Брна, 130 км источно.
Валашке Мезиржичи су смештени у области источне Моравске, у делу који је познат као Всетинска Влашка. Надморска висина града је око 300 м. Град је смештен у услој долини реке Рожновске Бечве, која се низводно улива у већу реку Мораву. Око града издижу се планине Моравскошлески Бескиди.

## Историја
Подручје Валашких Мезирича било је насељено још у доба праисторије. Насеље под данашњим називом први пут се у писаним документима спомиње 1297. године, а насеље је 1377. године добило градска права.
1919. године Валашке Мезиржичи су постали део новоосноване Чехословачке. У време комунизма град је нагло индустријализован. После осамостаљења Чешке дошло је до опадања активности тешке индустрије и до проблема са преструктурирањем привреде.

## Становништво
Валашке Мезиржичи данас има око 27.000 становника и последњих година број становника у граду опада. Поред Чеха у граду живе и Словаци и Роми.

## Партнерски градови
- Чачак

## Галерија
- Црква Вознесења пресвете Богородице
- Апостолски дом
- Жеротинов двор
- Маријански стуб